# Johannes av Montecorvino
Johannes av Montecorvino, född omkring 1247, död 1328, var en italiensk franciskanmunk.
Johannes av Montecorvino skickades av påven Nicolaus IV med en skrivelse till Khubilai khan. Han framkom troligen 1293 och hade stor framgång som missionär där. 1307 upprättades för hans räkning ett ärkebiskopsdöme, och flera biskopar sändes ut att sortera under honom. Johannes avled i Peking och det berättas, att det fanns omkring 100.000 döpta kineser vid denna tidpunkt. Missionen gick sedan tillbaka, och någon efterträdare till Johannes utsågs aldrig.